# Retignano
Retignano ist ein Ortsteil (Fraktion, italienisch frazione) der Gemeinde Stazzema (Provinz Lucca, Toskana, Italien).

## Geografie
Der Ort liegt auf einer Höhe von 360 bis 440 Metern über dem Meeresspiegel in der Landschaft der Versilia und in den Apuanischen Alpen. Retignano liegt ca. 5 km nordwestlich des Hauptortes Stazzema und ca. 30 km nordwestlich der Provinzhauptstadt Lucca. Die Regionalhauptstadt Florenz liegt ca. 90 km südöstlich. Die Bewohner heißen Retignanesi. Der Ortskern liegt bei 396 m, der Ort hat ca. 370 Einwohner. Der Ort liegt an einem südwestlichen Hang des Bergzuges Alpe della Pania (1859 m am Berg Pania della Croce).

## Geschichte
1220 wurde die Kirche Chiesa di Retignano in einem Dokument des Papstes Honorius III. erwähnt.

## Sehenswürdigkeiten

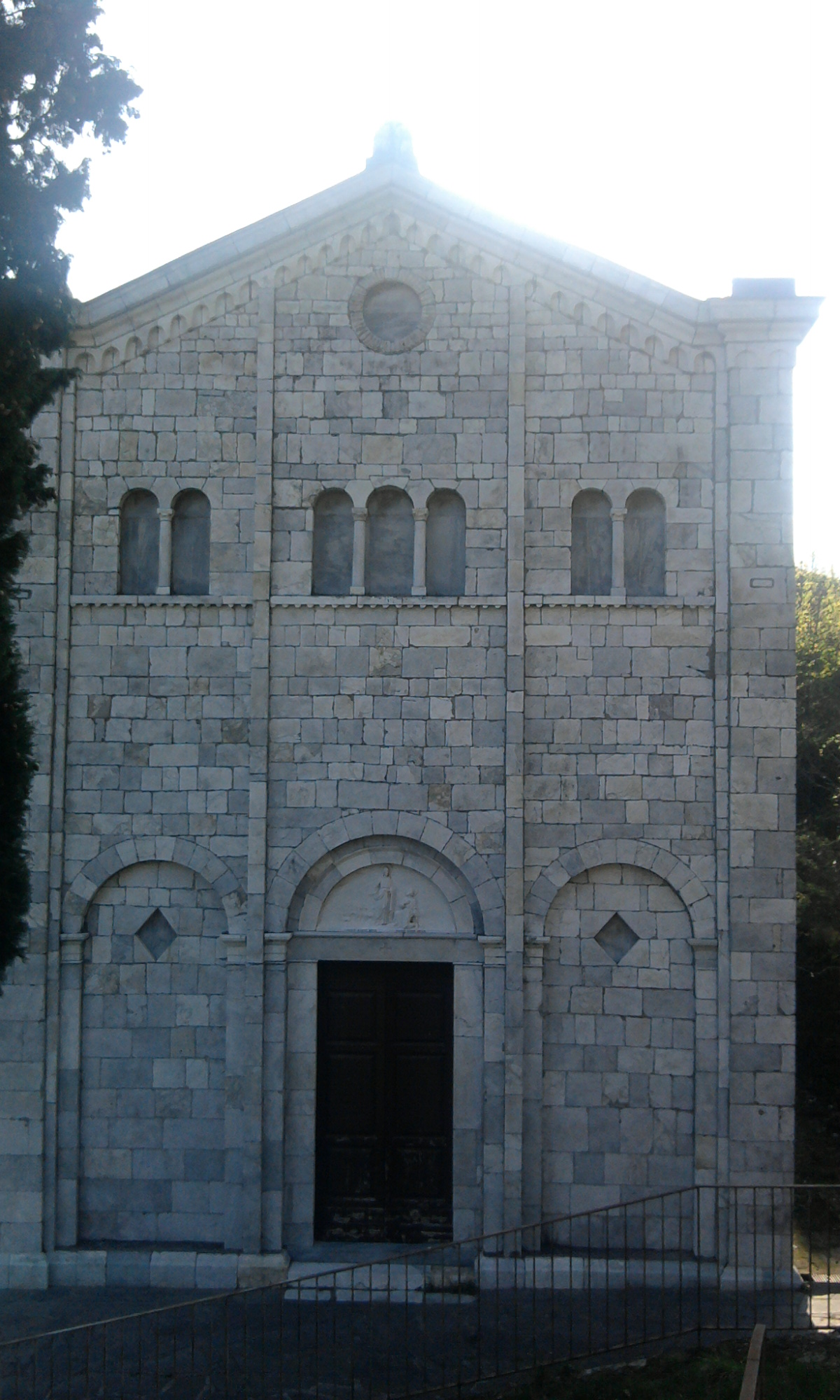
Die Fassade der Kirche Chiesa di San Pietro

- Chiesa di San Pietro, Kirche kurz außerhalb des Ortskerns von Retignano.